# Eerste Kamerverkiezingen 1983
De Eerste Kamerverkiezingen van 1983 waren tussentijdse Nederlandse verkiezingen voor de Eerste Kamer der Staten-Generaal. Zij vonden plaats op 31 augustus 1983.
De verkiezingen waren noodzakelijk geworden na de ontbinding van de Eerste Kamer, nadat een voorstel tot Grondwetsherziening in tweede lezing door het Parlement aangenomen was. In de herziene Grondwet was opgenomen dat alle leden van de Eerste Kamer gelijktijdig voor een zittingsperiode van vier jaar gekozen werden; voorheen was dat een verkiezing om de drie jaar van telkens de helft van de leden voor een zittingsperiode van zes jaar. 
Bij deze verkiezingen kozen de leden van de Provinciale Staten - die op 24 maart 1982 bij de Statenverkiezingen gekozen waren - een nieuwe Eerste Kamer.
De door de leden van Provinciale Staten uitgebrachte stemmen hadden niet alle dezelfde waarde; zij werden gewogen aan de hand van de bevolkingscijfers van de provincies. 
De uitslag van de verkiezingen was als volgt:
| Partij                                  | Zetels | Zetels | +/− |
| Partij                                  | 1981   | 1983   | +/− |
| --------------------------------------- | ------ | ------ | --- |
| Christen-Democratisch Appèl             | 28     | 26     | −2  |
| Partij van de Arbeid                    | 28     | 17     | −11 |
| Volkspartij voor Vrijheid en Democratie | 12     | 17     | +5  |
| Democraten 66                           | 4      | 6      | +2  |
| Communistische Partij van Nederland     | 1      | 2      | +1  |
| Staatkundig Gereformeerde Partij        | 1      | 2      | +1  |
| Pacifistisch Socialistische Partij      | 0      | 2      | +2  |
| Politieke Partij Radikalen              | 1      | 1      | 0   |
| Gereformeerd Politiek Verbond           | 0      | 1      | +1  |
| Reformatorische Politieke Federatie     | 0      | 1      | +1  |
| Totaal                                  | 75     | 75     | 0   |

## Gekozenen
Bij deze verkiezingen waren alle 75 leden aftredend, van wie 52 herkozen werden.
*1850 · 1853 · 1856 · 1859 · 1862 · 1865 · 1868 · 1871 · 1874 · 1877 · 1880 · 1883 · *1884 · 1887 (I) · *1887 (II) · *1888 · 1890 · 1893 · 1896 · 1899 · 1902 · *1904 · 1907 · 1910 · 1913 · 1916 · *1917 · 1919 · *1922 · *1923 · 1926 · 1929 · 1932 · 1935 · *1937 · *1946 · *1948 · 1951 · *1952 · 1955 · *1956 (I) · *1956 (II) · 1960 · *1963 · 1966 · 1969 · *1971 · 1974 · 1977 · 1980 · *1981 · *1983 · *1986 · 1987 · 1991 · 1995 · 1999 · 2003 · 2007 · 2011 · 2015 · 2019 · 2023

* algemene verkiezingen in verband met vervroegde ontbinding van de Eerste Kamer

vanaf 1987 bedraagt de vaste zittingstermijn van de Eerste Kamer vier jaar